# Daru (emelőgép)

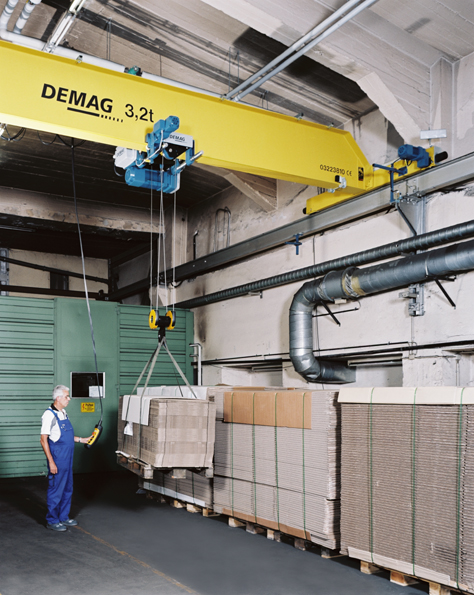
Könnyű futódaru

A daru terhek emelésére és kisebb távolságra szállítására szolgáló emelőgép. A daru emelőműből és mozgatóműből áll, ezt kiegészíti egy tartószerkezet, melyet régen általában fából, ma fémből, legtöbbször acélból készítenek. A darukat az ókortól kezdve kiterjedten használják az ipar, a mezőgazdaság, az építkezések és a közlekedés területén, az idők folyamán sokféle, speciális feladatnak megfelelő fajtája alakult ki. A korábbi időkben a darukat emberi vagy állati erővel illetve a víz energiájával működtették, az ipari forradalom és a 19. század folyamán elterjedtek a gőzgép hajtotta daruk, ma általában villamos hajtás vagy belső égésű motor az erőforrás.

Görög–római Pentaspastos ötcsigás daru közepes, kb. 450 kg tömegű teher emelésére

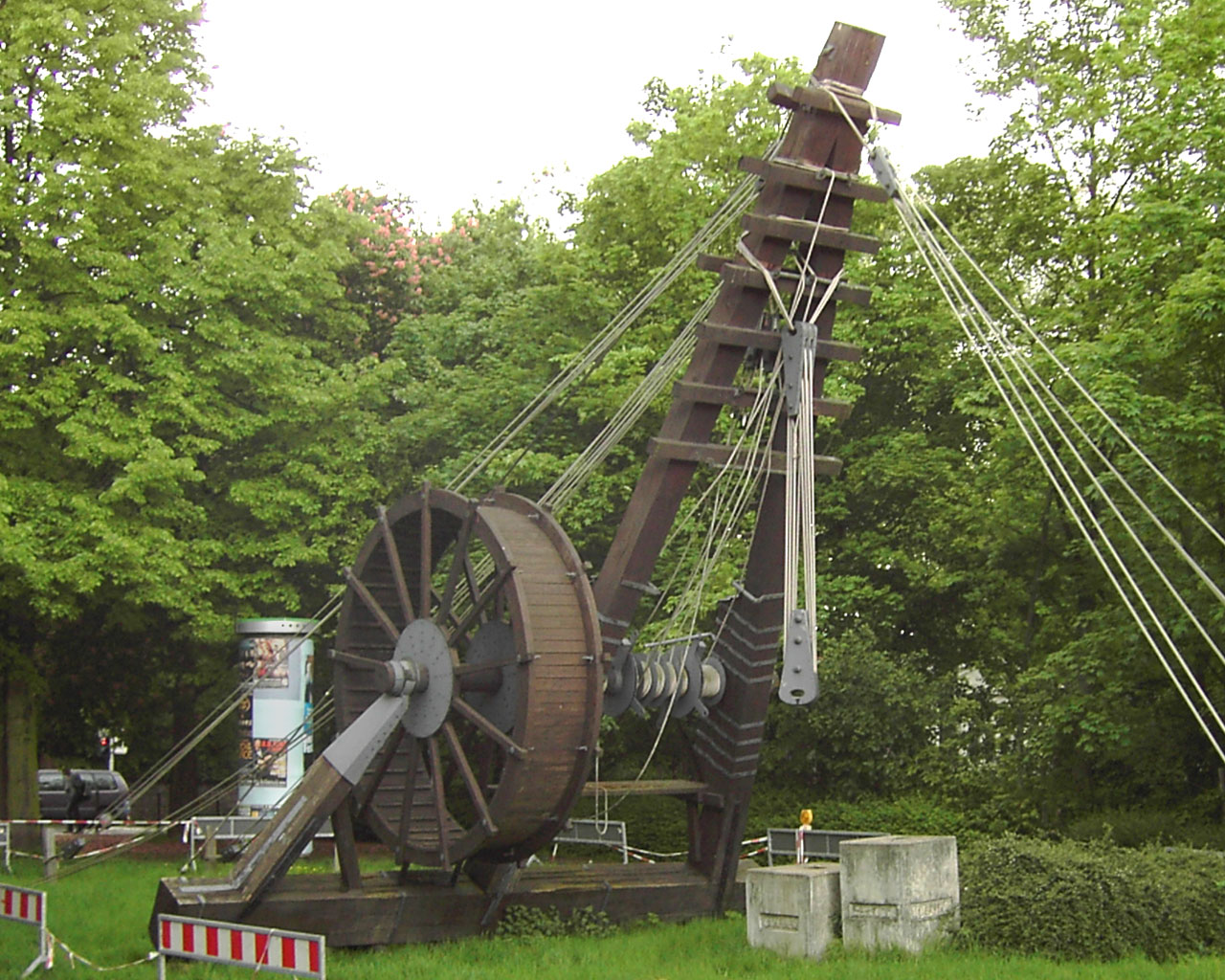
Egy 10,4 m magas taposómalom hajtású Polyspastos rekonstrukciója Bonnban

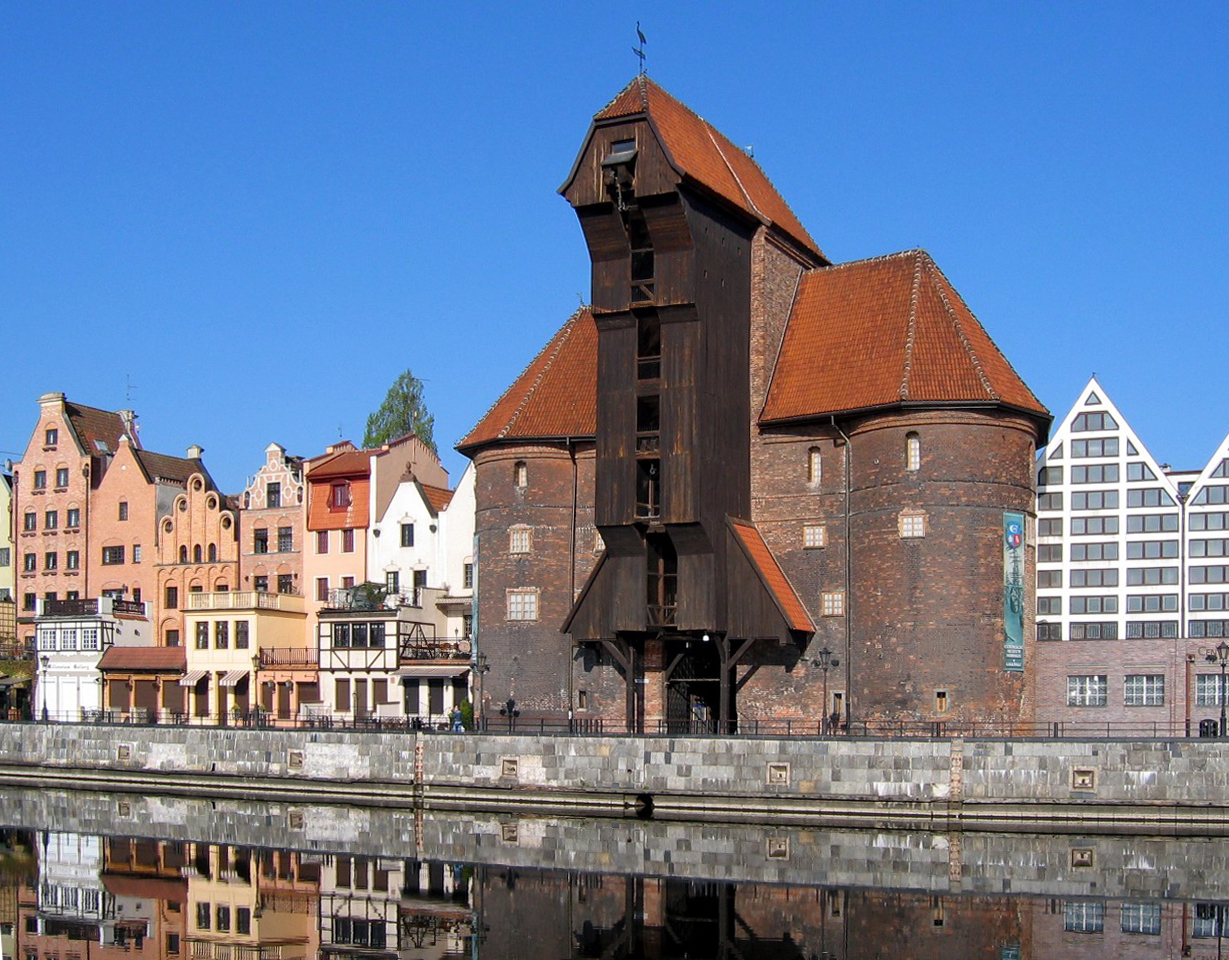
Középkori daru Gdańsk kikötőjében

## A daruk története
Már az ókortól kezdve ismeretesek daruk, de történetük valószínűleg még korábbra nyúlik vissza. Tudjuk, hagy a görögök már a 6. századtól alkalmaztak darukat a templomok építésénél. Az archaikus korban a templomokba monolit oszlopokat építettek be, a klasszikus kortól kezdve azonban az oszlopokat kisebb hengeres darabokból állították össze. Az építőköveken ma is látható hornyok arra utalnak, hogy ezeket daruval emelték be helyükre. A darukhoz az akkor már ismert egyszerű gépeket Vitruvius használták fel: a csigasort és a kötéldobot. A csigasor első irodalmi említése Arisztotelésztől származik.
A rómaiak továbbfejlesztették a görög darukat. Erről alexandriai Hérón (Mechanica 3.2-5) és Vitruvius (De Architectura 10.2, 1-10) munkáiból meglehetősen sok információval rendelkezünk. A rómaiak feltalálták a taposómalmot, és a nagyobb daruknál ezt az emberi erővel történő hajtást alkalmazták. Erről két fennmaradt dombormű is tanúskodik. A legegyszerűbb római daru, a trispastos egyetlen rúdból álló gémből, kötéldobból, kötélből és három csigából álló csigasorból épült fel. A csigasor áttétele 3:1. Annak feltételezésével, hogy egy munkás huzamosabb ideig 500 N erők kifejtésére képes, kikövetkeztethető, hogy a daru teherbírása mintegy 150 kg lehetett. A nagyobb daruk csigasora 5 csigából állt, ezek neve pentaspastos volt. A legnagyobb római daru, a polyspastos gémje két vagy négy rúdból állott, segítségével négy ember 3000 kg tömegű terhet tudott felemelni, taposómalom segítségével pedig, mivel ennek nagyobb az átmérője, akár 6000 kg tömegű teher is kezelhető volt. Az ókori egyiptomi módszerhez képest, ahol közvetlen emberi erővel vonszolták a nehéz tárgyakat, egy ilyen római daru hatvanszoros megtakarítást jelentett.
A reprezentatív római épületbe épített egyes kőtömbök tömege és beépítési helyük magassága sokkal nagyobb, mint amit az említett darukkal kezelni lehetett volna, például a Traianus-oszlop, melyet egyenként 32 tonna tömegű hengeres márvány tömbökből állítottak össze és teljes magassága 35 m. Ezért feltételezik, hogy a rómaiak nagyobb teherbírású eszközökkel is rendelkeztek, de ezek kialakítása és használata nem ismert.
A középkorban sok hasonló darut használtak a kikötőkben és az építkezéseken, valamint a bányászatban is. A középkori építkezéseken használt taposómalmos daruk a római szerkezet továbbfejlesztett változatai voltak. Az egész daru függőleges tengely körül elforgatható volt, ahogy azt sok korabeli forrás ábrázolja. Az építkezés kezdetén a daru a talajon állt, majd amikor az első szint födémje elkészült és terhelhetővé vált, a darut szétszedték és az emeleten újra összeszerelték. Az ókori középkori daruk a mai képviselőikkel ellentétben elsősorban teheremelésre voltak alkalmasak, a teher vízszintes mozgatása azonban csak igen korlátozott mértékben volt lehetséges úgy, hogy a darukötélen függő terhet egy rövid kötél segítségével oldalra kihúzták. A forgó daruk csak 1340 után jelentek meg a nyugat-európai tengeri kikötőkben.
A kikötői daru valószínűleg középkori találmány, mivel a mediterrán kikötőkben még az újkorban is a sokkal munkaigényesebb rámpát és emberi erővel való rakodást használták. A kikötői daruk két fő formája alakult ki, az atlanti partokon forgódarukat használtak, a balti tengeren pedig főleg erős kőből épült tornyokba építették fel a darut, ezek a tornyok a városfalak védelmét is szolgálták.
Érdemes megjegyezni, hogy a középkori daruk ritkán rendelkeztek kilincsművel vagy fékkel a teher lefutásának megakadályozása céljából. Ennek az az ok, hogy a fából ácsolt szerkezetekben olyan nagy súrlódás ébredt, hogy csaknem önzáró mechanizmusként viselkedtek.

## Működési elveik

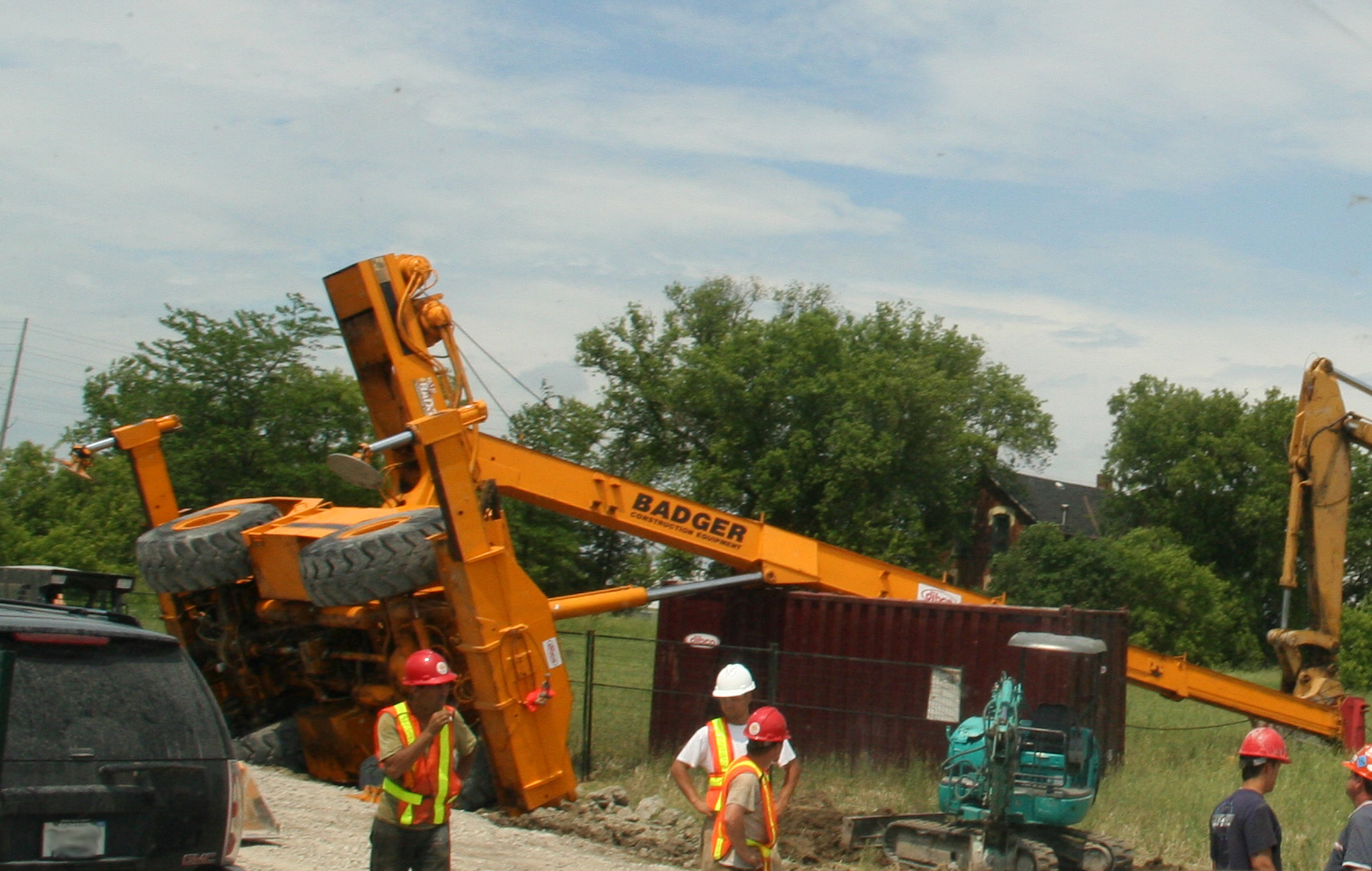
Felborult az autódaru a puha talaj beomlása miatt

A korszerű daruk történelmi elődeiktől legfőképpen két dologban különböznek. Egyrészt a legtöbb esetben az emberi izomerőt motor váltja fel, másrészt a daruk nemcsak emelésre szolgálnak, hanem a teher kis távolságú szállítására is. Ez utóbbi célra a korábbi egy vagy több rúdból álló gém helyett bonyolultabb szerkezeteket készítenek. Erre felhasználási területtől függően forgó, dönthető esetleg több, egymástól függetlenül dönthető gémet és haladó mozgást végző daruhidat, portált futómacskát fejlesztettek ki. Ennek megfelelően nemcsak a teher emelésére szolgáló hajtásokról kell gondoskodni, hanem a daruszerkezet mozgatására is szükséges gépi megoldást kialakítani.
A teheremelés a korszerű darukon drótkötéllel történik, melyre daruhorog van erősítve, erre akasztják vagy közvetlenül vagy kisebb kötelek segítségével a terhet. Szemes anyag, por rakodásához markolók, különleges kialakítású ládák használatosak. A drótkötél közvetlenül, ritkábban csigasor közbeiktatásával egy kötéldobra csévélődik fel. A kötéldobot fogaskerekes vagy csigahajtóművön keresztül hajtja a motor. Ott, ahol villamos hálózat rendelkezésre áll, villanymotort, járművekre telepített vagy önjáró daruk esetében legtöbbször belsőégésű motorokat és hidraulikus erőátvitelt használnak. A motor és a kötéldob közé iktatott hajtóműre azért van szükség, mert közvetlen hajtás esetén a motorok rendkívül nagy méretűek, tömegűek és költségesek lennének. A darukon több hajtás is működik, például egy gépszerelde futódaruján a teheremelést, a futómacska és a daruhíd mozgatását három egymástól független hajtás biztosítja.
Az emelés biztonsága érdekében a kötéldob fékkel van ellátva, ami önműködően működésbe lép, amikor az emelés megáll. A féknek akkor is működni kell, ha az energiaellátás kimarad. A daruk terhelhetősége egyszerű esetekben (például futódaruknál) csak a beépített alkatrészek teherbírásától függ. Ilyenkor egy beépített érzékelő túlterhelés esetén leállítja az emelést. Ilyen helyzet előállhat például olyankor, ha tévedésből mereven lerögzített tárgyat szeretne a kezelő felemelni. A bonyolultabb mozgású daruknál, például toronydaruknál vagy járművekre szerelt daruknál A terhelhetőséget a stabilitás is korlátozza: nagyobb gémkinyúlás esetén kisebb teher emelhető fel a felborulás veszélye nélkül. Ezért a daruval történő emeléseket legtöbbször részletes terveken kell kidolgozni.

## A daruk fajtái

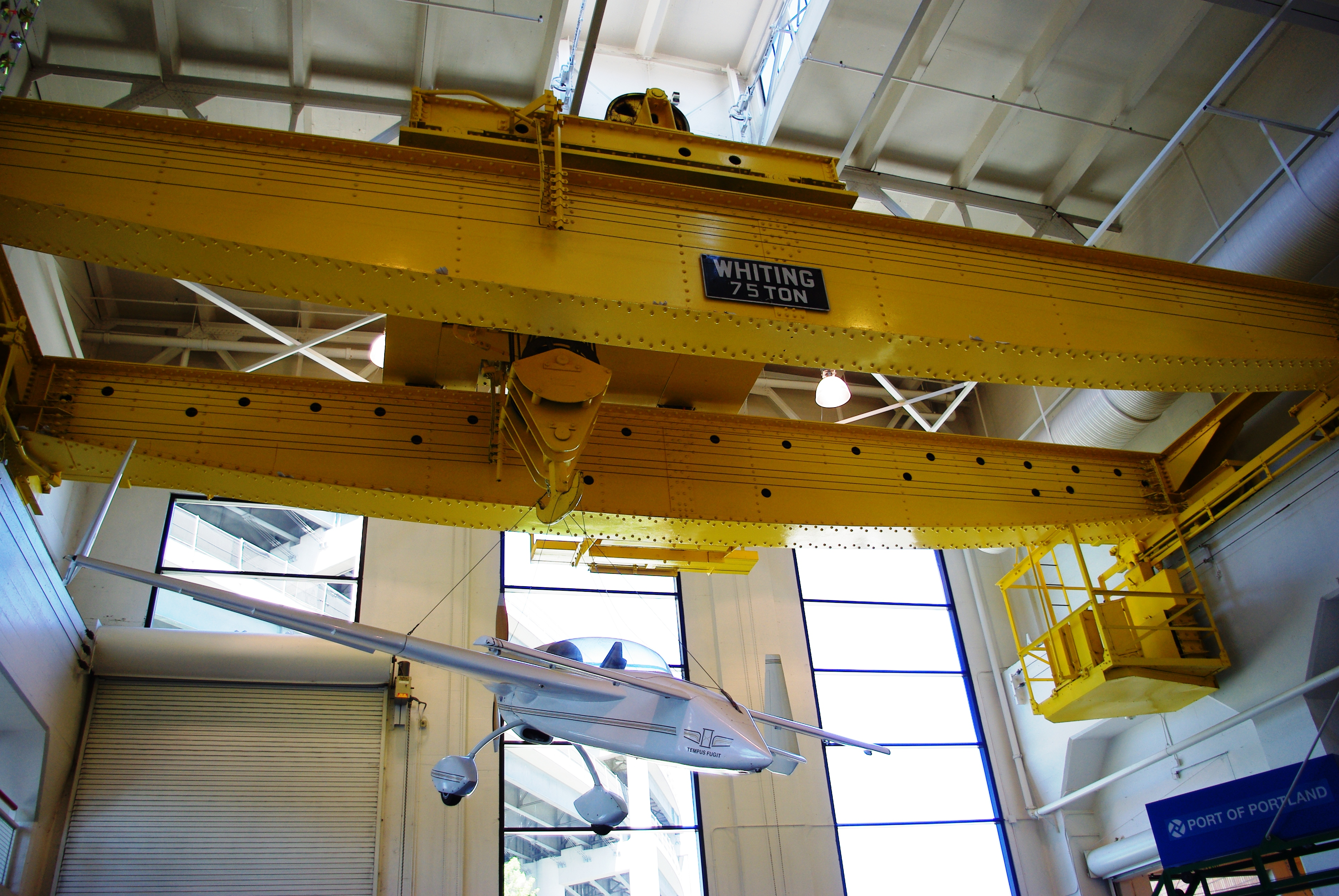
Futódaru

### Futódaru
Üzemcsarnokok jellemző berendezése. Vasbeton oszlopokon vagy a csarnok megerősített falaira fektetett magasan elhelyezett síneken mozog a helyiség hossztengelye mentén a daru hídszerkezete. Ezen fut (az előbbi mozgásra merőlegesen) az úgynevezett futómacska. Ez lényegében egy négy kerékkel ellátott, sínen mozgó kocsi, melyre a kötéldobot, az azt működtető villanymotort és fogaskerekes hajtóművet szerelték. Kisebb daruknál a kezelő a földön állva egy kábeleken függő kezelőtábláról vezérli a darut, nagyobb daruknál a hídszerkezet egyik oldalán, azzal együtt mozgó fülkéből történik a daru irányítása. A precíziós szerelődaruk lassú mozgásúak és egészen kis, milliméteres szakaszokban mozgathatók, az öntödei daruk gyorsjáratúak. Egészen nagy és terjedelmes terhek mozgatására néha egy sínpáron több futódarut is elhelyeznek, mozgásuk összehangolható.

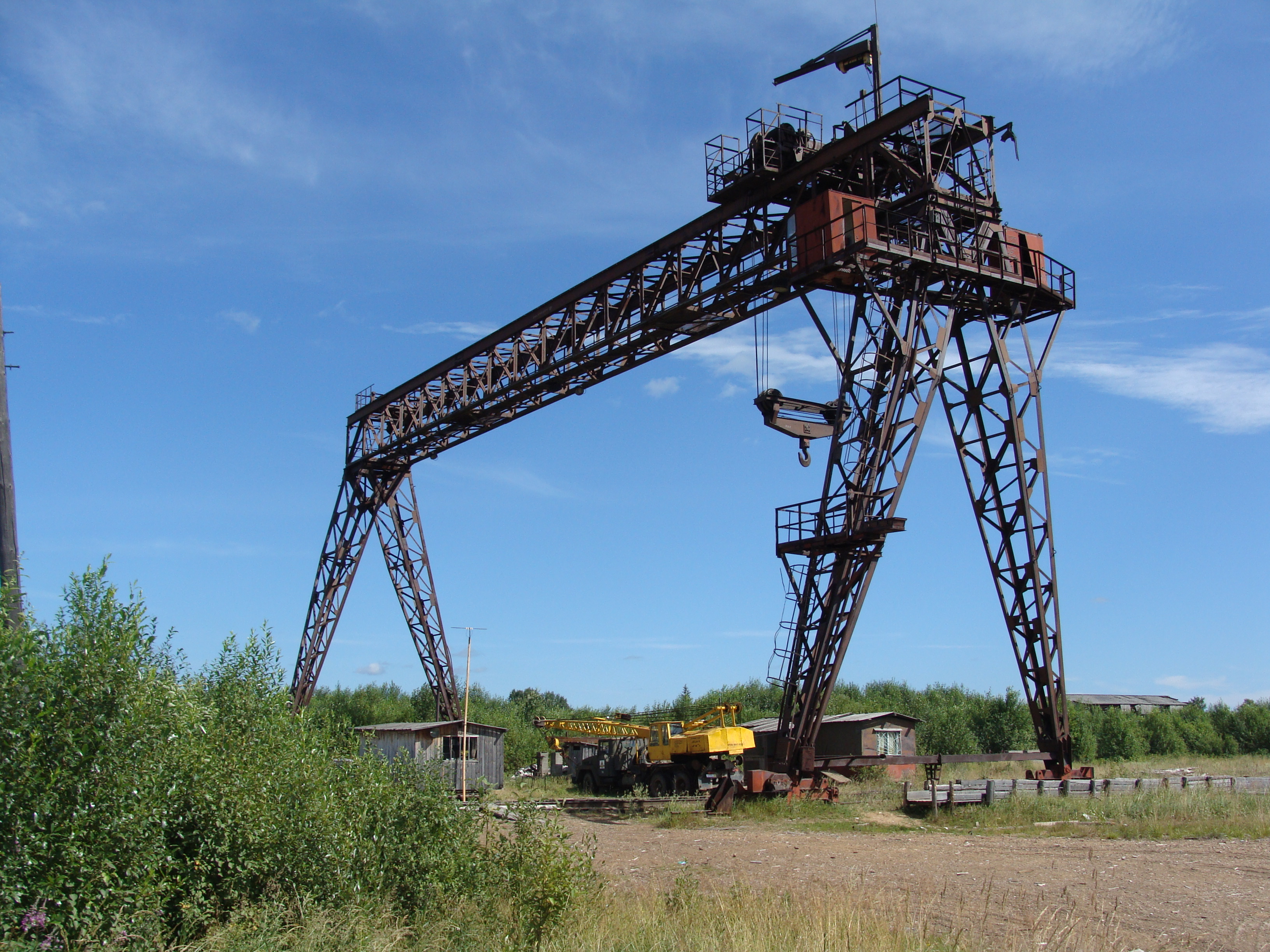
Bakdaru

### Bakdaru
Szabadtéri nagy daruknál a sín a talajszinten áll, a daruszerkezet keretet képez. Felépítése és kezelése hasonló a futódaruhoz.

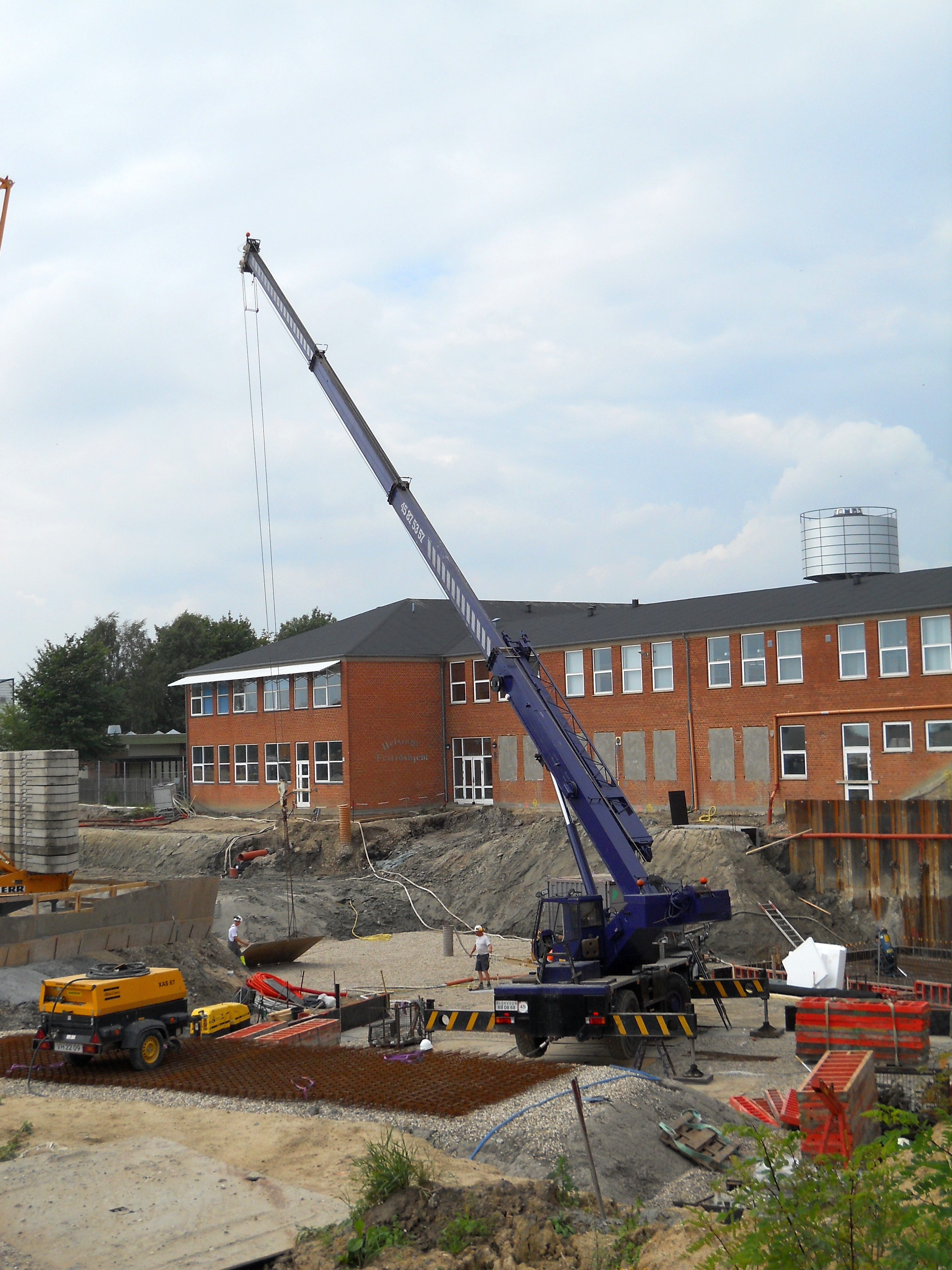
35 tonnás autódaru

 A bakdaru egyik függőleges oszlopa mereven csatlakozik a hídhoz, a másik csuklósan, hogy a szerkezet statikailag határozott legyen: ne gátolja a hőtágulást.

### Autódaru
A legmozgékonyabb daruk egyike a gépkocsi vagy vontató alvázra szerelt daru. Ezeknek a daruknak az erőforrása általában dízelmotor, mely a hidraulikus rendszer központi szivattyúját hajtja. Az egyes mozgásokat hidraulikus munkahengerek és hidraulikus motorok végzik. Teheremeléshez a daru csavarokkal vagy hidraulikával beállítható lábakkal támasztják alá, hogy a gépkocsi rugalmas felfüggesztése ne okozza emelés közben a szerkezet billegését, lengését.

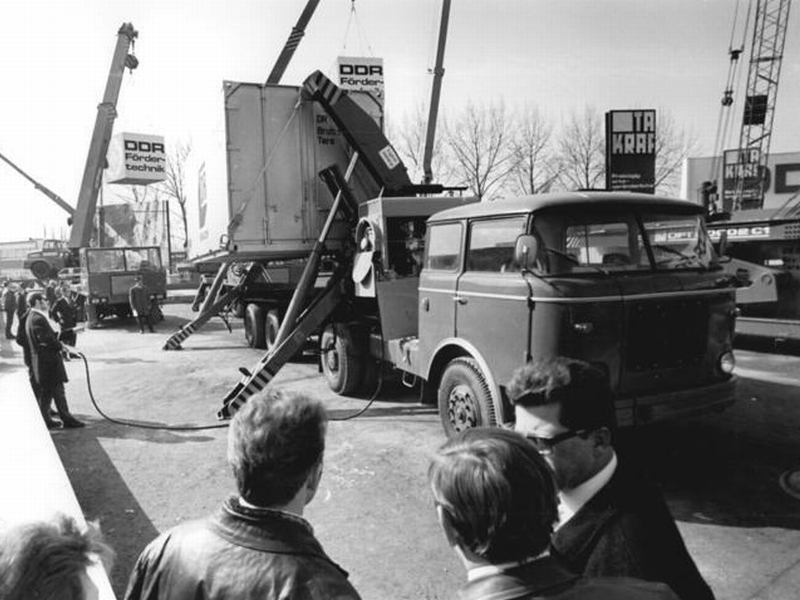
Konténer daru

### Konténer daru
A konténerek mozgatására speciális darukat fejlesztettek ki, melyek a szabványos méretekhez igazodva egyszerűsítik és gyorsítják a rakodást. Külön darutípus szolgál a konténerek hajókra, vasúti kocsikra és teherautókra rakodására.

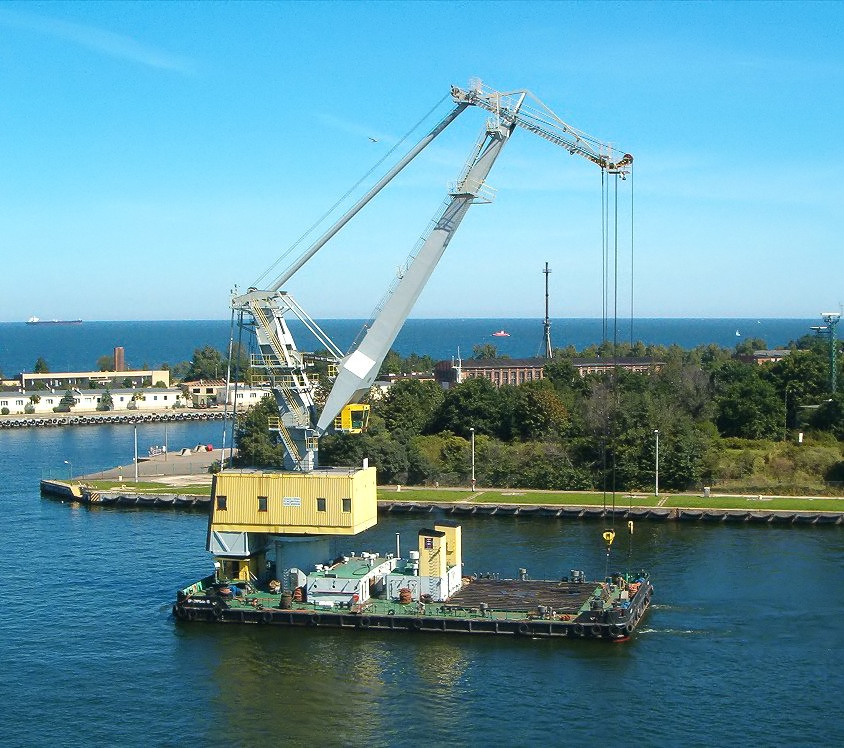
Úszódaru Gdańsknál a Visztula torkolatában

### Úszódaru
Az úszódaruk kikötői munkáknál, hidak építésénél és hajók mentésénél használatosak. Mivel ezek a daruk ritkán tesznek meg nagyobb távolságokat, az úszótest kialakításánál a stabilitási szempontok megelőzik az áramvonalas alak kisebb ellenállására törekvést és téglalap-alaprajzú hajótestet építenek. Ezeknek a daruknak a hajtásánál gyakran használnak különleges propulziós egységeket, mivel a legfontosabb szempont a könnyű manőverezés minden irányban. A legtöbb budapesti Duna-híd építésekor vagy a háború utáni újjáépítésekor használták az Ady Endre, József Attila és a legújabb Clark Ádám úszódarut.

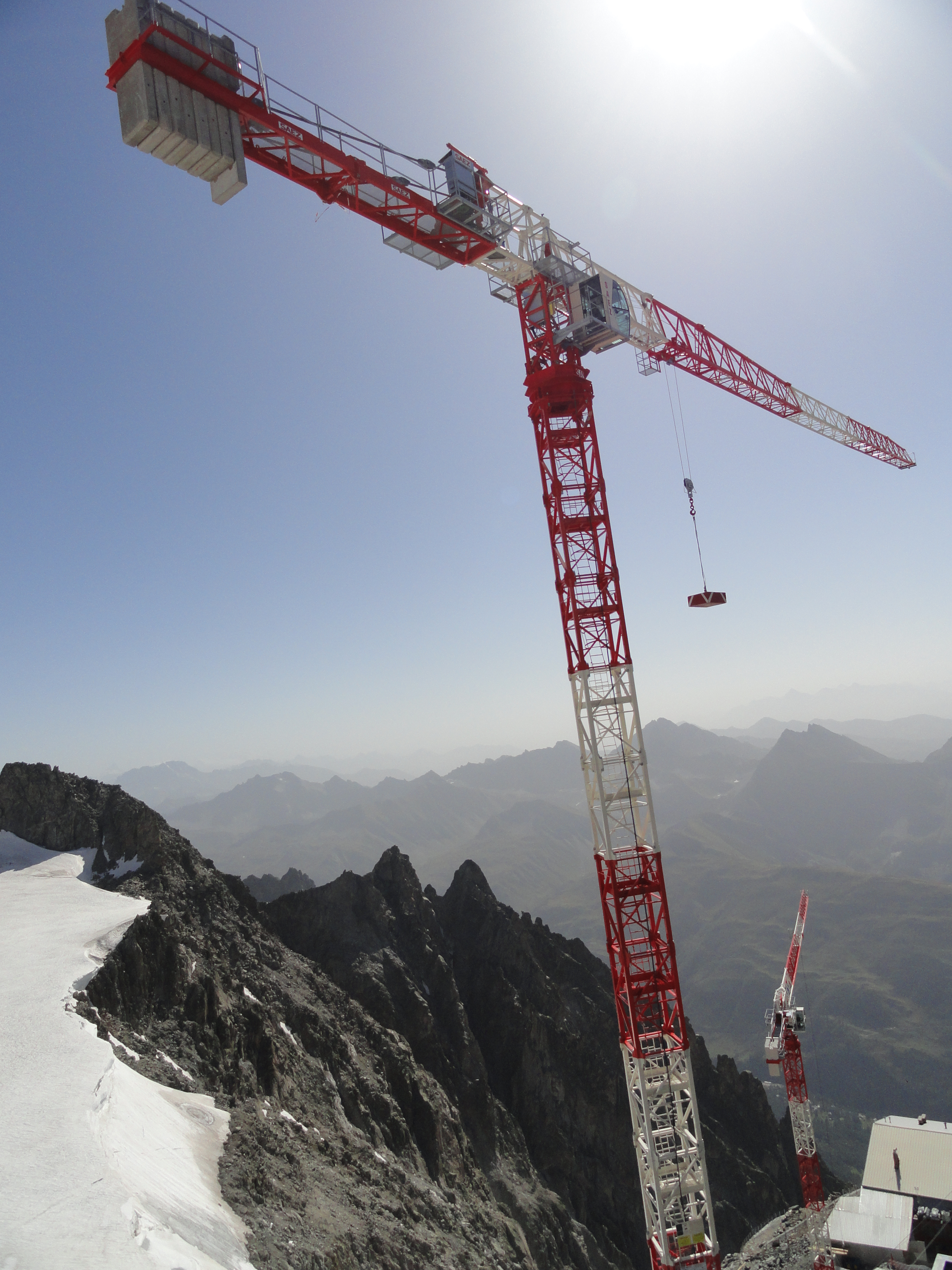
Toronydaru a Mont Blanc csúcsán

### Toronydaru
A toronydaruk építkezéseknél használatos nagy emelési magasságú, de viszonylag kis teherbírású daruk. Mivel ezeket a darukat ideiglenes jelleggel állítják fel és rövid ideig üzemelnek egy helyen, fontos a könnyű és gyors szerelhetőségük. Készítenek önszerelő toronydarukat is, melyek a szállításhoz használt összecsukott állapotukból hidraulikus munkahengerek állítják fel. A toronydaruknak is több fajtája terjedt el, egyesek merev, vízszintes gémmel és rajta kocsizó futómacskával, mások emelhető gémmel készülnek, általában a torony függőleges tengelye körül elforgathatóak. Egyes toronydarukat síneken gördülő kocsira szerelik, de léteznek könnyebb, autóra illetve utánfutójára szerelt toronydaruk is.

### Kikötői daru
A kikötői rakodásra igen gyakran portáldarut használnak, ezek a rakpart mellett lefektetett síneken mozognak. Acélszerkezetük négy lábon áll, melyek között vasúti vágányok vagy a rakodást kiszolgáló út fut. Az ehhez szükséges jelentős távolság a két láb között a stabilitást szolgálja. A daru felső része függőleges tengely körül forgatható. Gémje dönthető. A kalapácsdaruk nagy teherbírású konzolos szerkezettel rendelkező emelőgépek, nevüket a kalapácshoz hasonló alakjukról kapták. Németországban kezdték használni, majd az angol hajógyárak alkalmazták a 20. század elején a nehéz csatahajók gyártásánál. Kisebb kikötők árbócdarukat, Derrick-darukat és kis forgó darukat használnak.

### Pókdaru
A pókdaruk olyan kisebb kompakt daruk, amelyek olyan munkaterepeken is felállíthatóak, amelyeken más daruk nem férnének el. A sokoldalú kitámasztókarok mellett lánctalpas kivitelben is alkalmazhatóak. Ezek a daruk könnyűek, így könnyen szállíthatóak és telepíthetőek. A legtöbb pókdaru elektromos motorral rendelkezik, amelynek köszönhetően beltérben is alkalmazhatóak, melyek manuálisan, vagy elektromosan üzemeltethetőek. Leggyakoribb felhasználását területe építőipar, ezen kívül gyakorta veszik igénybe speciálisan a nagyobb méretű üveglapok mozgatása során.